# ارنولتس
ارنولتس (به چکی: Arnolec) یک منطقهٔ مسکونی در جمهوری چک است که در ناحیه ییهلاوا واقع شده است. ارنولتس ۱۱٫۳۶ کیلومتر مربع مساحت و ۱۷۴ نفر جمعیت دارد و ۵۴۰ متر بالاتر از سطح دریا واقع شده است.